# Jastrząb (miasto)

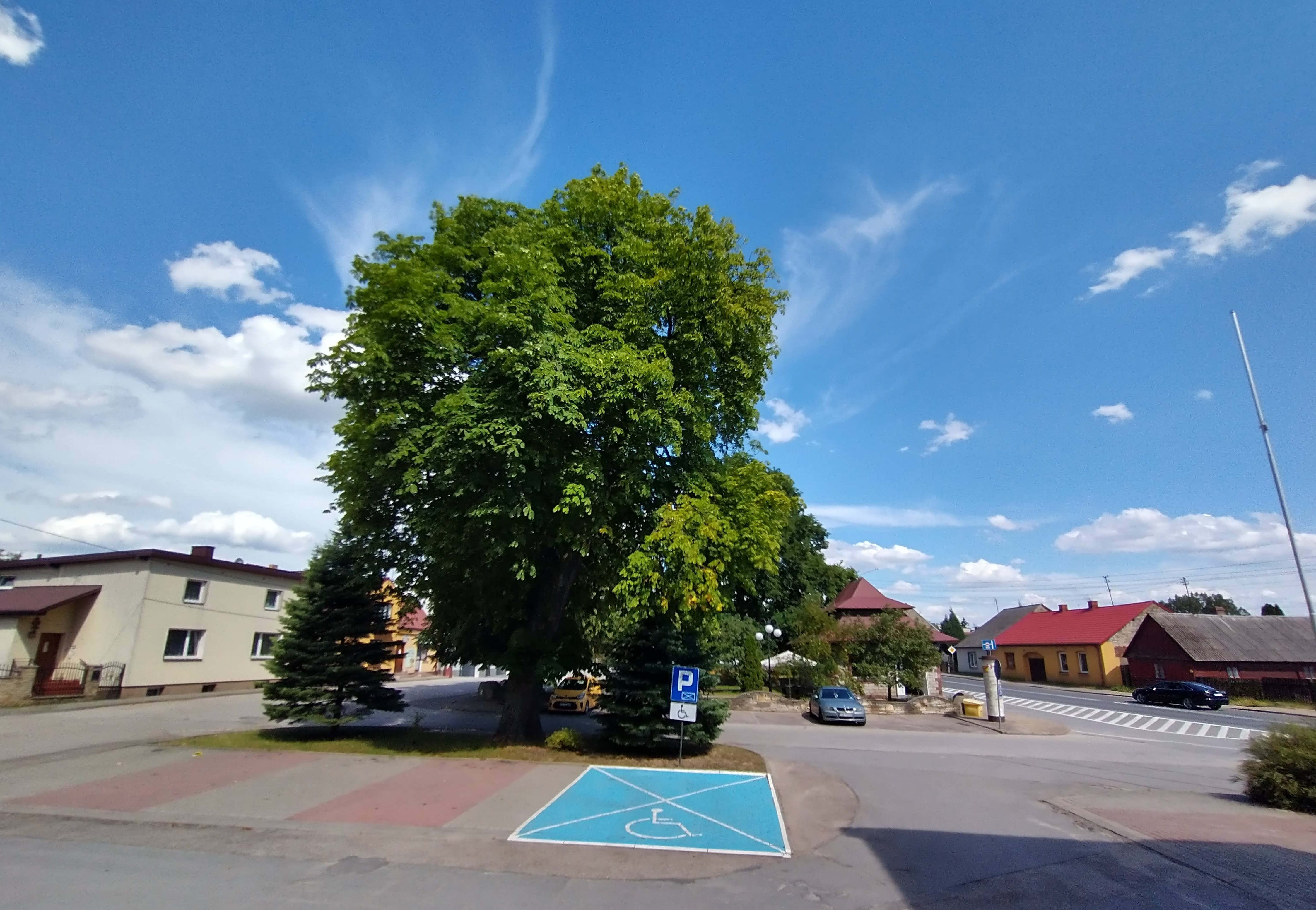
Rynek w Jastrzebiu (Plac Niepodległości)

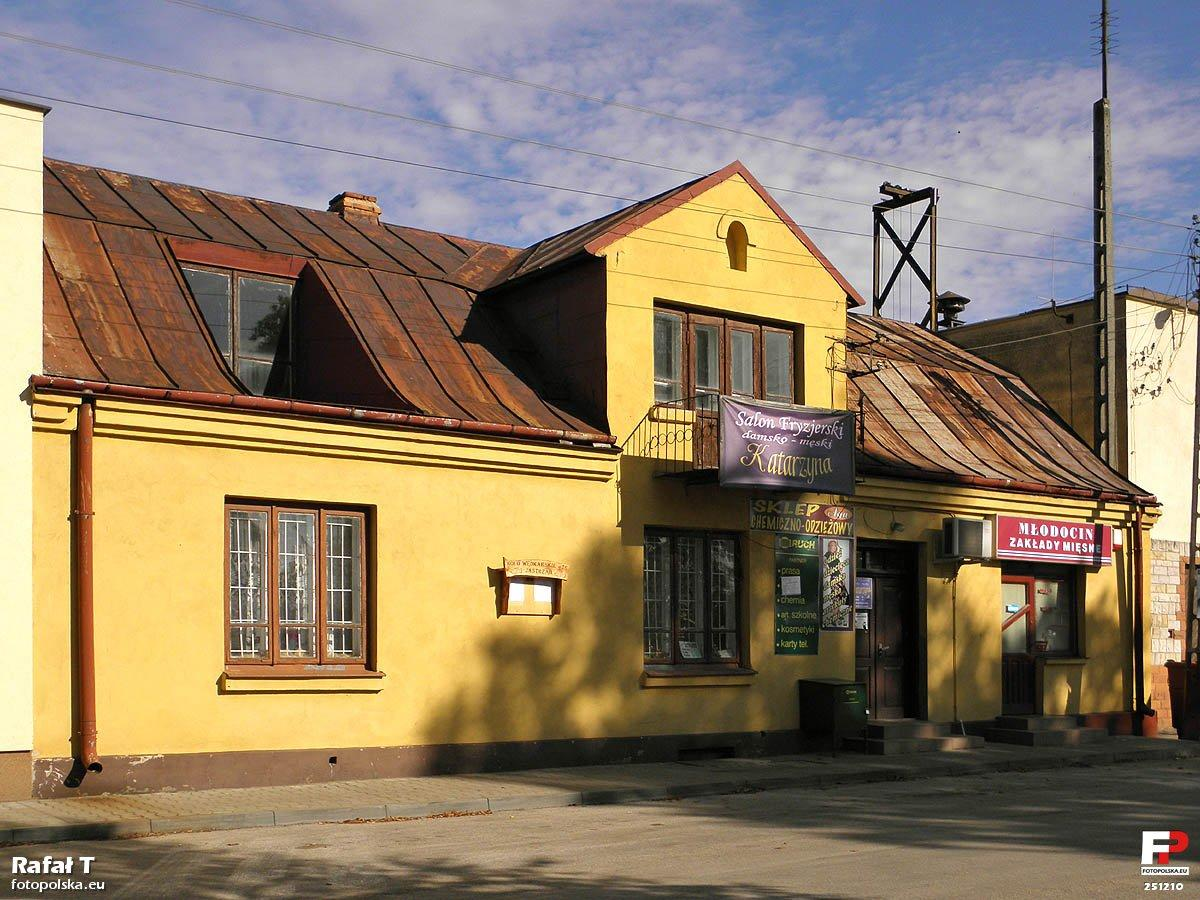
Jeden z domów zabytkowej zabudowy małomiasteczkowej przy pl. Niepodległości (d. Rynek), fot. 2011

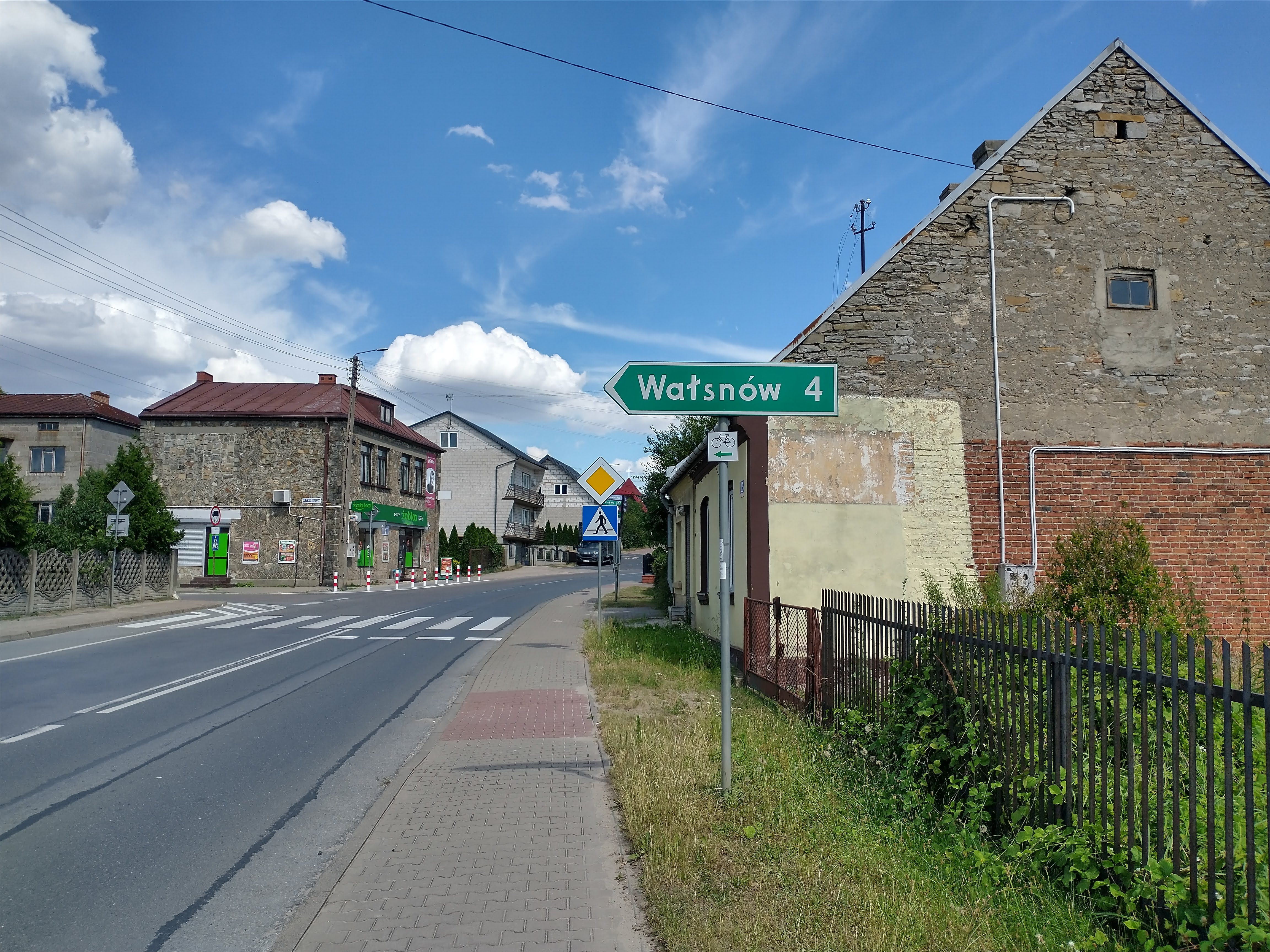
Ulica Jana Pawła II w centrum

Jastrząb – miasto w Polsce, w województwie mazowieckim, powiecie szydłowieckim. Jest siedzibą gminy i ma status sołectwa. 
W 2021 liczył 1071 mieszkańców. W 2024 roku w Jastrzębiu odnotowano największy w Polsce procentowy wzrost ludności spośród wszystkich miast (+ 6,45%).
Położony na pograniczu Równiny Radomskiej i Przedgórza Iłżeckiego, nad rzeką Śmiłówką. Leży w historycznej Małopolsce, w dawnej ziemi sandomierskiej, w ramach której kulturowo stanowi część ziemi radomskiej.
Jastrząb jest siedzibą rzymskokatolickiej parafii św. Jana Chrzciciela.

## Historia
Nazwa miejscowości wywodzi się prawdopodobnie od nazwiska jej właściciela Wojciecha Jastrzębca, biskupa krakowskiego, który lokował wieś w 1422. Miejscowe podanie wiąże ją z jastrzębiem, który miał wybawić wójta wsi zaatakowanego przez zgraję myszy.
Najwcześniejsza wzmianka o Jastrzębiu pochodzi z 1422, kiedy to Wojciech Jastrzębiec, zasadził wieś na prawie polskim. Początkowo wchodziła w skład klucza dóbr iłżeckich i parafii w Gąsawach Plebańskich. Miejscowość znajdowała się w województwie sandomierskim, powiecie i kasztelanii radomskiej (do 1795). 30 września 1427 Władysław II Jagiełło na prośbę biskupa krakowskiego nadał Jastrzębiowi prawa miejskie. Miasto lokowano na prawie magdeburskim w oparciu o dawny układ przestrzenny okolnicy, z centralnie usytuowaną kaplicą św. Jana Chrzciciela i wzdłużnym rynkiem (dziś pl. Niepodległości) na osi traktu Iłża – Skrzynno. W 1434 kard. Zbigniew Oleśnicki erygował parafię. Miasto pełniło wtedy funkcje rolnicze, śladowo rzemieślnicze i handlowe, będąc siedzibą targów cotygodniowych (środy) i jarmarku świętojańskiego. W 40. XV w. urządzono komory celne dla przewozu towarów traktem skrzyńskim i później do Szydłowca, uzyskując w 1529 prawo poboru opłaty za przewóz niezbywanego w Jastrzębiu żelaza, co łączy się z obecnością w mieście niewielkiej kolonii Żydów. Przywileje miejskie określiły osadę jako prywatne miasto duchowne (biskupstwa krakowskiego), co zostało potwierdzone w późniejszych latach przez kolejnych królów: Zygmunta I Starego (1525), Zygmunta II Augusta (1548, 1549), Stefana Batorego (1578), Jana III Sobieskiego (1683). W 1792 Stanisław II August Poniatowski zniósł powinności służebne mieszczan jastrzębskich na rzecz biskupów krakowskich.
W wyniku III rozbioru Polski Jastrząb znalazł się w granicach monarchii habsburskiej, wchodząc w skład cyrkułu radomskiego w Nowej Galicji. W 1809 ponownie pod zarządem polskim w Księstwie Warszawskim, departamencie radomskim, okręgu opoczyńskim, powiecie szydłowieckim. W 1815 region włączono do Królestwa Polskiego, w którym Jastrząb znalazł się w województwie sandomierskim, okręgu i powiecie radomskim. Po reformie administracyjnej z 1837 w guberni radomskiej, obwodzie i powiecie radomskim. W trakcie powstania styczniowego Jastrząb był tymczasową siedzibą prowizorycznych władz cywilnych województwa sandomierskiego z Jadwigą Prendowską i Ignacym Maciejowskim na czele.
W wyniku reformy miejskiej z 1869 Jastrząb został zdeklasowany do rangi wsi 13 stycznia 1870 i włączony do gminy Mirów, którą równocześnie przemianowano na Rogów, a której Jastrząb został siedzibą. Po odzyskaniu niepodległości w 1918 Jastrząb znalazł się w województwie kieleckim i powiecie radomskim.
W latach 1954–1972 był siedzibą gromady Jastrząb, od 1 października 1954 w powiecie szydłowieckim.
W wyniku kolejnej reformy gminnej w 1973 został siedzibą gminy Jastrząb. W 1975–1998 w województwie radomskim.

## Odzyskanie praw miejskich (2023)
25 czerwca 2021 Rada Gminy Jastrząb podjęła uchwałę intencyjną w sprawie odzyskania praw miejskich przez Jastrząb w 152. rocznicę ich utraty, po czym nastąpił etap konsultacji społecznych z mieszkańcami. Konsultacje trwały od 1 września do 31 października 2021. Spośród 4151 osób uprawnionych w gminie do udziału w konsultacjach, głos oddało 319 osób (frekwencja 7,68%), z czego za nadaniem statusu miasta oddano 287 głosów (89,96% wszystkich głosujących), natomiast 16 osób było przeciwko i tyle samo wstrzymało się od zajęcia jednoznacznego stanowiska. W Jastrzębiu na 808 osób uprawnionych do głosowania, w konsultacjach udział wzięło 51 osób (frekwencja 6,31%). Za nadaniem statusu miasta głos oddało 47 osób (92,15% głosujących), a 4 osoby były przeciwko.
W lokalnym referendum, przeprowadzonym jesienią 2021, 89,96% głosujących opowiedziało się za przywróceniem praw miejskich dla Jastrzębia, które otrzymał 1 stycznia 2023 roku..
1 stycznia 2023 doszło do przywrócenia statusu miasta.

## Zabytki
- Kościół parafialny św. Jana Chrzciciela, ul. Jana Pawła II 2 (d. pl. Kościelny)
- Dom Ludowy z 1929 (ob. Bank Spółdzielczy Rzemiosła), ul. Jana Pawła II 2 (d. ul. Świętojańska)
- dom z XVIII w. – pl. Niepodległości 50 (d. Rynek).
- dom z 1. poł. XIX w. – ul. Szydłowiecka.

## Infrastruktura
- Urząd Miasta i Gminy,
- Ochotnicza Straż Pożarna,
- Samodzielny Publiczny Zespół Zakładów Opieki Zdrowotnej,
- Publiczna Szkoła Podstawowa im. Tadeusza Kościuszki,
- Gminna Biblioteka Publiczna,
- oddział Banku Spółdzielczego Rzemiosła w Radomiu,
- oddział Południowo-Mazowieckiego Banku Spółdzielczego,
- Ośrodek Rekreacyjny „Zalew”,
- Klub Sportowy Jastrząb.